# 9845 Okamuraosamu
9845 Okamuraosamu eller 1990 FM1 är en asteroid i huvudbältet som upptäcktes den 27 mars 1990 av de båda japanska astronomerna Kazuro Watanabe och Kin Endate vid Kitami-observatoriet. Den är uppkallad efter Osamu Okamura.
Asteroiden har en diameter på ungefär 11 kilometer.